# Piper longipedicellatum
Piper longipedicellatum är en pepparväxtart som beskrevs av Eduardo Quisumbing y Argüelles. Piper longipedicellatum ingår i släktet Piper och familjen pepparväxter. Inga underarter finns listade i Catalogue of Life.